# زكريا محمد
داود محمود عيد محمود شقير واسمه الحركي زكريا محمد (27 ديسمبر 1950 في الزاوية – 2 أغسطس 2023 في رام الله)، شاعر وكاتب وباحث فلسطيني. عمل محررًا وكاتبًا صحفيًّا منذ الثمانينيات. له عدة كتب في الشعر والرواية والميثولوجيا وأدب الأطفال. كانَ عضو مؤسس وعضو مجلس الأمناء للمركز الفلسطيني لأبحاث السياسات (مركز مسارات).

## حياته
ولد في الزاوية غرب سلفيت عام 1950 إبان فترة الإدارة الأردنية للضفة الغربية.
درس الأدب العربي في جامعة بغداد. بعد تخرجه في عام 1975 انتقل إلى بيروت وعمل في الصحافة. عمل منذ الثمانينيات في منابر إعلامية وثقافية فلسطينية مختلفة في بيروت وعمّان ودمشق، أهمها مجلات «الحرية»، و «الفكر الديمقراطي». عاد إلى فلسطين عام 1994 وتولى منصب نائب رئيس تحرير مجلة «الكرمل» التي ترأسها محمود درويش. أقام في رام الله وعمل صحفياً ومحرراً ومدرباً على الكتابة الإبداعية.

## أعماله

### في الميثولوجيا والأديان القديمة
- ديانة مكّة في الجاهليّة: كتابُ الميسر والقداح، دار الناشر، رام الله، 2014 - وقد اتهمه الباحث التونسي محمد الحاج سالم بانتحال أجزاء من أطروحته للدكتوراه الصادرة عام 2009، وعنوانها «من الميسر الجاهلي إلى الزكاة الإسلاميّة: قراءة إناسيّة في نشأة الدولة الإسلاميّة الأولى»، في أجزاء من هذا الكتاب، وهو ما أنكره الكاتب وهدد برفع قضية تشهير ضد صاحب الادعاء.[8][9]
- ديانة مكّة في الجاهليّة: الحمس والطلس والحلّة، دار الأهلية، عمّان.
- مضرّط الحجارة: كتابُ اللقب والأسطورة.
- ذاتُ النحيين: الأمثال الجاهليّة بين الطقس والأسطورة.
- نقوشٌ عربيّة قبل الإسلام.
- اللغز والمفتاح: رُقم دير علا ونقوس سيناء المبكّرة.[10]
- نخلة طيء - كشف سر الفلسطينيين القدماء، 2003.
- عبادة إيزيس وأوزيريس في مكة الجاهلية، 2009.

### أدب أطفال
- أول زهرة في الأرض، مؤسسة تامر للتعليم المجتمعي، رام الله، 2008، (ردمك 9789950326378).
- مغني المطر، مؤسسة تامر للتعليم المجتمعي، رام الله، ردمك (ردمك 9789950326569).

### روايات
- العين المعتمة، اتحاد الكتاب الفلسطينيين، القدس، 1997.
- عصا الراعي، مؤسسة الأسوار، عكا، 2003، دار فضاءات للنشر والتوزيع، 2014. (ردمك 9789957305567).

### شعر
- قصائد أخيرة، 1980.
- أشغال يدوية، 1990.
- الجواد يجتاز أسكدار،1994.
- ضربة شمس، 2003.
- حجر البهت، 2008.
- كشتبان، دار الناشر، رام الله، 2014.[11]
- علندي، دار الناشر، رام الله، 2016.[5]
- زرواند، دار الناشر، رام الله، 2021.[12]

### ترجمات إلى لغات أخرى
أصدر في سيئول بكوريا الجنوبية مجموعة شعرية مترجمة إلى اللغة الكورية بعنوان: «سوف نسمع الحصان يخِبُّ حتى الفجر».

## جوائز
نال جائزة محمود درويش للثقافة والإبداع عام 2020 في دورتها الحادية عشرة.